# Frederic Augustus al II-lea, Mare Duce de Oldenburg
Frederic Augustus al II-lea (16 noiembrie 1852 – 24 februarie 1931) a fost ultimul Mare Duce de Oldenburg. S-a căsătorit cu Prințesa Elisabeta Anna a Prusiei, fiica Prințesei Maria Anna de Anhalt-Dessau și a Prințului Friedrich Karl al Prusiei. După decesul ei, el s-a recăsătorit cu Elisabeta Alexandrine de Mecklenburg-Schwerin.

## Căsătorii și copii
La 18 februarie 1878, Frederic s-a căsătorit cu Prințesa Elisabeta Anna a Prusiei, fiica Prințului Friedrich Karl al Prusiei. Au fost două nunți duble: Prințesa Charlotte a Prusiei (fiica Prințului Moștenitor și a Prințesei Moștenitoare) s-a căsătorit cu Bernhard, Prinț Ereditar de Saxa-Meiningen în aceeași zi ca și Frederic cu Elisabeta la Berlin.
Datorită statutului crescut al Prusiei, la nunți au participat multe personaje importante, inclusiv regele Leopold al II-lea al Belgiei și soția sa, regina Marie Henriette. De asemenea, a participat Prințul de Wales; una dintre mirese (Charlotte) era nepoata lui.
Frederic și Elisabeta Anna au avut doi copii:
- Ducesa Sophia Charlotte (2 februarie 1879 - 29 martie 1964); s-a căsătorit cu Prințul Eitel Friedrich al Prusiei, fiul cel mic al împăratului Wilhelm al II-lea al Germaniei.[6]
- Ducesa Margaret (13 octombrie 1881 - 20 februarie 1882), a murit la vârsta de 1 an

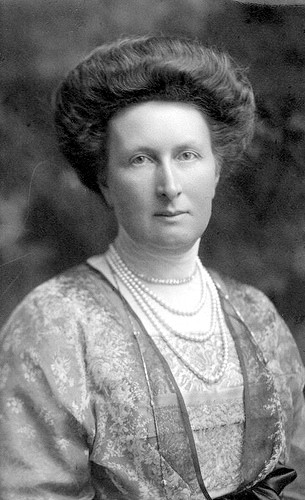
A doua soție a Frederic Augustus, Elisabeta Alexandrine de Mecklenburg-Schwerin.

Elisabeta a murit la 28 august 1895, înainte ca soțul ei să devină Mare Duce. Înaintea decesului ei, soțul ei a construit un nou palat de reședință; după moartea ei, Frederic a numit palatul Elisabeth-Anna în onoarea ei.
La 24 octombrie 1896, Frederic s-a recăsătorit cu Ducesa Elisabeta Alexandrine de Mecklenburg-Schwerin, fiică a Marelui Duce de Mecklenburg. El i-a succedat tatălui său ca Mare Duce de Oldenburg în 1900, Elisabeta devenind Mare Ducesă consort de Oldenburg.
Elisabeta și Frederic au avut patru copii:
- Nikolaus, Mare Duce Ereditar (10 august 1897 - 3 aprilie 1970); s-a căsătorit cu Prințesa Elena de Waldeck și Pyrmont
- Ducesa Alexandrine (25 martie 1900 - 26 martie 1900)
- Ingeborg Alix, Prințesă Stephan de Schaumburg-Lippe (1901 - 1996); s-a căsătorit cu Prințul Stephan Alexander Victor de Schaumburg-Lippe
- Ducesa Altburg Marie Mathilde Olga (1903 - 2001); s-a căsătorit cu Josias, Prinț Ereditar de Waldeck și Pyrmont.

Frederic a fost forțat să abdice la sfârșitul Primului Război Mondial, când fostul Mare Ducat al Imperiului German a aderat la Republica germană post-război. El și familia sa au locuit la castelul Rastede. La un an după abdicare, el a cerut Dietei Oldenburg un venit anual de 150.000 de mărci spunând că starea sa financiară era "extrem de precară".
În 1931, Frederic a murit la Rastede. Elisabeta a murit la 3 septembrie 1955, după ce a fost văduvă timp de 24 de ani.